# Xbox Adaptive Controller
Le Xbox Adaptive Controller (XAC, manette adaptative Xbox en français) est un contrôleur de jeu vidéo conçu par Microsoft pour Windows et les consoles de jeux vidéo Xbox One et Xbox Series. Le contrôleur a été conçu pour les personnes handicapées afin de rendre le contrôle de la console et des jeux vidéo plus accessible.

## Histoire
Selon Phil Spencer, Microsoft a commencé à s'intéresser davantage aux fonctionnalités d'accessibilité pour les jeux à la suite du développement du périphérique à détection de mouvement Kinect, introduit pour la première fois en 2010. Bien qu'elle ait connu du succès sur la Xbox 360, la version Xbox One, sortie en 2013, n'a pas réussi à se faire une place aussi importante, et Microsoft a finalement abandonné la Kinect, tout en continuant à utiliser sa technologie dans des applications davantage liées à la productivité. Cependant, la société a été contactée par des parents d'enfants handicapés ou déficients qui ont complimenté la capacité de la Kinect à aider leurs enfants à profiter des jeux vidéo sans avoir besoin d'une manette traditionnelle.
Matt Hite, ingénieur pour Microsoft, a repéré un contrôleur personnalisé fabriqué par Warfighter Engaged sur Twitter en 2014. Warfighter Engaged est une organisation à but non lucratif créée en 2012 qui fournit des appareils de jeu aux anciens combattants blessés,. Hite a contacté l'organisation et en 2015, une équipe d'ingénieurs de la division Xbox et jeux de Microsoft a commencé à travailler sur un prototype de contrôleur pour aider à améliorer l'accessibilité des jeux vidéo. Initialement, l'équipe a développé un contrôleur utilisant la technologie de détection de mouvement Kinect pour suivre les gestes et les mouvements du joueur et les traduire en entrées du contrôleur.
Bien que le contrôleur de suivi de mouvement n'ait pas été développé davantage, il a inspiré une autre équipe d'employés à créer un accessoire de contrôle avec des interfaces permettant des périphériques d'entrée non traditionnels pour les joueurs ayant des difficultés à utiliser le contrôleur standard. En 2016, Microsoft a lancé la fonctionnalité Copilot, qui reliait deux contrôleurs pour agir en tandem comme s'il s'agissait d'un seul contrôleur, permettant à un joueur d'en aider un autre,. Le prototype de périphérique/hub d'entrée a été conçu et affiné lors de plusieurs événements de hackathon internes au cours desquels ils ont construit un contrôleur pouvant utiliser des accessoires tiers familiers des joueurs handicapés. En 2017, Microsoft a décidé de transformer le prototype en produit et a commencé à collaborer avec des fabricants d'accessoires et des groupes à but non lucratif dans le domaine de l'accessibilité des jeux, tels que SpecialEffect, Warfighter Engaged et The AbleGamers Foundation. La division jeux a également collaboré avec un joueur handicapé connu sous le nom de Randy "N0M4D" Fitzgerald.

### Commercialisation
Le Xbox Adaptive Controller est annoncée en mai 2018. Le contrôleur est sorti au prix de US$99,99 le 4 septembre 2018,. Le co-créateur du XAC, Bryce Johnson, a souligné l'importance de rendre le contrôleur abordable financièrement : « Nous avons fait beaucoup de recherches sur d'autres technologies d'assistance et avons été bouleversés par leur importance... [nous] avons fait des choix délibérés pour nous assurer que nous maintenions [le prix en dessous de 100 $] ».
En novembre 2018, Microsoft a publié une publicité télévisée sur le thème des vacances pour promouvoir le contrôleur, mettant en vedette un groupe d'enfants courant vers la maison d'un autre enfant pour le voir jouer à un jeu avec le contrôleur adaptatif. La publicité mettait en vedette Owen Sirmons, un enfant de 9 ans atteint du syndrome d'Escobar. Une deuxième publicité a été diffusée lors du Super Bowl LIII, qui présentait des témoignages d'Owen et de sa famille sur l'impact positif de l'appareil,,,.

### Autres utilisations
Le système de vote électronique de Microsoft, ElectionGuard, comprend un contrôleur adaptatif Xbox dans sa base à côté de son écran tactile.

## Conception
Le Xbox Adaptive Controller a un cadre rectangulaire mince, mesurant 292 mm × 130 mm × 23 mm (L×L×H), le contrôleur seul pèse 552 g. Le dessus du contrôleur comporte deux grands boutons en forme de dôme qui peuvent être mappés à n'importe quelle fonction à l'aide de l'application Accessoires Xbox. Chacun d'eux fait 100 mm de diamètre et leur mappage par défaut est vers les boutons  A (gauche) et B (droite) sur un contrôleur standard. Chacun des deux grands boutons en forme de dôme émet un son différent lorsqu'il est enfoncé pour aider les joueurs à les distinguer. Le dessus comprend également un grand D-pad, un bouton de menu, un bouton d'affichage et le bouton d'accueil Xbox qui sont présents sur une manette Xbox standard. De plus, un bouton permet au joueur de sélectionner l'un des trois profils enregistrés.
Le contrôleur dispose de deux ports USB-A 2.0, un de chaque côté. Le côté gauche comprend également une prise jack 3,5 mm pour la sortie audio stéréo.
L'arrière du cadre dispose de dix-neuf prises jack 3,5 mm qui permettent de connecter plusieurs périphériques d'entrée. Chaque prise correspond à une fonction différente de bouton, de gâchette ou de D-pad sur la manette Xbox One standard. La manette adaptative Xbox prend en charge les appareils Windows 10 et Xbox One et est compatible avec tous les jeux au niveau du système. Chaque port est également étiqueté, et il y a une courte rainure verticale menant au port depuis le haut du panneau arrière, facilitant l'installation d'entrées d'assistance. Les prises sont conçues pour nécessiter plus de force que d'habitude pour insérer ou retirer une fiche, empêchant ainsi la déconnexion accidentelle des périphériques d'entrée d'assistance.
Le XAC est équipé d'une batterie interne chargée par un port USB-C sur le panneau arrière. Un voyant blanc de batterie est prévu sur le dessus du contrôleur, il clignote pendant la charge et arrête de clignoter lorsque la batterie est pleine. Lorsque la batterie est faible, le voyant devient orange.
La manette est équipée à la fois du protocole de communication Xbox Wireless Controller et du Bluetooth 4.1, lui permettant d'être connecté sans fil à des appareils autres qu'une Xbox ou Windows. Selon Phil Spencer, le contrôleur adaptatif n'est pas verrouillé matériellement sur Xbox et a été développé avec l'intention d'être utilisé avec n'importe quelle plate-forme de jeu, Microsoft ouvrant le dialogue avec Valve, Nintendo et Sony dans ce sens. Prenant en charge cette large compatibilité, la connectivité Bluetooth LE a été ajoutée dans une mise à jour du micrologiciel de 2021.

## Accueil
Time a désigné le contrôleur adaptatif comme l'une des meilleures inventions de 2018. Il a également remporté le prix de l'innovation aux Italian Video Game Awards. Fast Company lui a décerné le prix Produit de l'année 2019.
Steven Spohn, président d'AbleGamers, a salué le prix abordable et la grande disponibilité du contrôleur par rapport aux technologies d'assistance existantes, affirmant qu'« un appareil spécialement conçu pour la communauté des personnes handicapées et coûtant 100 $... [est] un peu comme trouver une licorne calinant un lutin ». Grant Stoner a fait écho aux critiques concernant le coût total du contrôleur et des accessoires requis, écrivant en 2020 que si le prix du contrôleur adaptatif lui-même n'était « pas trop scandaleux, surtout compte tenu de son utilisation globale et de sa compatibilité », l'ajout des entrées requises les commutateurs et les joysticks entraînent un « prix exorbitant pour assembler une configuration appropriée [qui] finit par brouiller l'espoir de permettre à tout le monde de jouer ».

### Influence
En 2020, le fabricant de périphériques Hori a lancé le Flex Controller, offrant des fonctions similaires pour la Nintendo Switch, qui est également compatible avec les ordinateurs Windows. Comme le contrôleur adaptatif, le contrôleur Hori Flex reproduit les boutons du contrôleur et est équipé de dix-huit prises 3,5 mm et de deux ports USB-A pour les périphériques d'entrée adaptatifs, mais le contrôleur Flex est compatible uniquement avec la Switch et Windows. Le contrôleur Flex se connecte à la console ou à l'ordinateur via un câble connecté en permanence se terminant par une prise USB-A.
Sony a annoncé qu'il lancerait un contrôleur similaire, accessible et personnalisable pour la PlayStation 5, basé sur un prototype présenté au Consumer Electronics Show en janvier 2023. Le prototype comprend un grand joystick physiquement connecté à un panneau en forme de dôme avec neuf entrées assignables. Huit boutons sont disposés radialement autour du dôme et le centre du dôme lui-même sert de neuvième entrée. La taille et la forme de chaque bouton radial peuvent être personnalisées grâce à des panneaux interchangeables. Jusqu'à trois contrôleurs (deux contrôleurs accessibles et un DualSense standard) peuvent être combinés en un seul contrôleur logique, permettant aux amis et à la famille de vous aider avec des entrées spécifiques. Aucune date de sortie ni prix prévu n’était disponible à l’époque,,.